# ناحیه بالد بلاف، شهرستان هندرسون، ایلینوی
ناحیه بالد بلاف (به انگلیسی: Bald Bluff Township) یک منطقهٔ مسکونی در ایالات متحده آمریکا است که در شهرستان هندرسون، ایلینوی واقع شده‌است. ناحیه بالد بلاف ۱۹۵ متر بالاتر از سطح دریا واقع شده‌است.